# 孙宝江
孙宝江（1963年11月—），山东省淄博市高青县人，中国石油大学（华东）教授，主要从事等方面的研究工作。入选中华人民共和国教育部2009年度"长江学者"特聘教授。曾就读于华东石油学院钻井工程专业。